# Alpirsbach Challenger 1998
L'Alpirsbach Challenger 1998 è stato un torneo di tennis facente parte della categoria ATP Challenger Series nell'ambito dell'ATP Challenger Series 1998. Il torneo si è giocato a Alpirsbach in Germania dal 31 agosto al 6 settembre 1998 su campi in terra rossa.

## Vincitori

### Singolare
Stefan Koubek ha battuto in finale  Orlin Stanojčev con il punteggio di 7–6, 6–4

### Doppio
Tomáš Cibulec /  Leoš Friedl hanno battuto in finale  Marcus Hilpert /  Filippo Veglio con il punteggio di 6–1, 7–6